# Килданган
Килданган (англ. Kildangan; ирл. Cill Daingin) — деревня в Ирландии, находится в графстве Килдэр (провинция Ленстер). Население — 570 человек (по переписи 2006 года).
Местная железнодорожная станция была открыта 15 марта 1909 года и закрыта 1 января 1963 года.